# Hrvatski tipografski športski klub Zagreb
Hrvatski tipografski športski klub Zagreb (HTŠK Zagreb) djelovao je od lipnja 1912. godine do srpnja 1918. godine. Hrvatski športski klub Zagreb (HŠK Zagreb) koji je osnovan prema nekim izvorima 1908.
godine, odnosno 1910.  godine u Zagrebu u predjelu današnje Kukuljevićeve ulice na Radničkom dolu pridodao je nazivu stalešku oznaku te postao Hrvatski tipografski športski klub Zagreb. Pravila su odobrena 25. siječnja 1913. godine, a konstituirajuća skupština održana je 3. travnja 1913. godine.

## Igralište i prostorije kluba
Klub nije imao svoje igralište. Nogometaši su vježbali na ledini u Radničkom dolu preko puta kuće br. 59, a utakmice su igrali na starom gradskom sajmištu i na Srednjoškolskom igralištu „Elipsa“. Društvene prostorije kluba bile su u dvorišnoj zgradi u Primorskoj ulici br. 2.

## Natjecanje i uspjesi
Klub je u svojoj kratkoj povijesti sudjelovao u prvenstvima Hrvatske i Slavonije. U sezoni 1912./13. zauzeo je posljednje 6. mjesto, a u sezoni 1913./14. u trenutku prekida prvenstva bio je drugi, te jedina momčad bez poraza. 1918. godine odigrao je jednu utakmicu u prvenstvu Zagreba za ratni pokal, te je nakon toga u srpnju 1918. godine prestao djelovati. Nakon Prvog svjetskog rata raste zanimanje za nogometom, te tipografski radnici 1919. godine osnivaju “Tipografiju“, a 1920. godine “Grafiku“. Prema izvoru „Grafika“  je slijednik HTŠK Zagreb.

## Zanimljivosti
HTŠK Zagreb je 22. rujna 1912. godine bio sudionikom prve povijesne organizirane natjecateljske utakmice u Hrvatskoj (AŠK Croatia – HTŠK Zagreb 1:0 u prvom prvenstvu Hrvatske i Slavonije 1912./13. ).

## Učinak po sezonama
| Sezona    | Razred | Liga                           | Broj momčadi | Mjesto | Sus. | Pob. | Neo. | Por. | Po.p. | Pr.p. | Bod. |
| --------- | ------ | ------------------------------ | ------------ | ------ | ---- | ---- | ---- | ---- | ----- | ----- | ---- |
| 1912./13. | I.     | Prvenstvo Hrvatske i Slavonije | 6            | 6.     | 7    | 1    | 0    | 6    | 6     | 31    | 2    |
| 1913./14. | I.     | Prvenstvo Hrvatske i Slavonije | 8            | 2.     | 4    | 2    | 2    | 0    | 13    | 5     | 6    |

## Vanjske poveznice
- Bogdan Cuvaj, Ime grada Zagreba imala su četiri kluba, Povijest sporta, rujan 1978., br. 36., str. 3094–3117.

| NK Zagreb        | NK Zagreb                                                                                         |
| ---------------- | ------------------------------------------------------------------------------------------------- |
|                  |                                                                                                   |
| klub             | klub • prvenstvene sezone • u kupovima • u međunarodnim natjecanjima                              |
|                  |                                                                                                   |
| povezani klubovi | Amateur • HTŠK Zagreb • ŠK Zagreb • Grafičar • Milicioner (Borac) • Zagrebački plavi • Zagreb 041 |
|                  |                                                                                                   |
| stadion          | Kranjčevićeva                                                                                     |
|                  |                                                                                                   |
| suparnici        | Dinamo (zagrebački derbi)                                                                         |
|                  |                                                                                                   |
| ostalo           | kategorija                                                                                        |

| NK Zagreb        | NK Zagreb                                                                                         |
| ---------------- | ------------------------------------------------------------------------------------------------- |
|                  |                                                                                                   |
| klub             | klub • prvenstvene sezone • u kupovima • u međunarodnim natjecanjima                              |
|                  |                                                                                                   |
| povezani klubovi | Amateur • HTŠK Zagreb • ŠK Zagreb • Grafičar • Milicioner (Borac) • Zagrebački plavi • Zagreb 041 |
|                  |                                                                                                   |
| stadion          | Kranjčevićeva                                                                                     |
|                  |                                                                                                   |
| suparnici        | Dinamo (zagrebački derbi)                                                                         |
|                  |                                                                                                   |
| ostalo           | kategorija                                                                                        |

| Hrvatski nogometni klubovi osnovani prije završetka Prvog svjetskog rata | Hrvatski nogometni klubovi osnovani prije završetka Prvog svjetskog rata                                                    |
| ------------------------------------------------------------------------ | --- |
|                                                                          | |
| 1903.                                                                    | ŠK Panonija Karlovac • PNIŠK • ŠK Trenk Karlovac • HAŠK Zagreb • Academia Zagreb                                            |
|                                                                          | |
| 1906.                                                                    | HNK Segesta Sisak • Concordia Zagreb                                                                                        |
|                                                                          | |
| 1907.                                                                    | NK Zelina • NK Slaven Koprivnica • Croatia Zagreb • Viktorija Zagreb                                                        |
|                                                                          | |
| 1908.                                                                    | ŠK Adria Karlovac • ŠK Athena Karlovac • NK Bjelovar • ŠK Olimpija Karlovac • NK Podravac Virje • NK Virovitica • NK Zagreb |
|                                                                          | |
| 1909.                                                                    | Ilirija Zagreb • KŠK • NK Marsonia Slavonski Brod • VGŠK                                                                    |
|                                                                          | |
| 1910.                                                                    | ŠK Columbia Karlovac • NK Zmaj Zadar • NK Sloga Nova Gradiška • HŠK Svačić Petrinja                                         |
|                                                                          | |
| 1911.                                                                    | HNK Hajduk • Građanski Zagreb • NK Opatija                                                                                  |
|                                                                          | |
| 1912.                                                                    | ŠK Frankopan Karlovac • NK Graničar Slavonski Šamac • HNK Trogir • HRŠD Anarh • KFŠK                                        |
|                                                                          | |
| 1913.                                                                    | NK Dinara Knin • NK Šparta Elektra Zagreb • ŠK Šparta Karlovac • HŠK Slaven Zagreb                                          |
|                                                                          | |
| 1914.                                                                    | ŠK Željezničar Zagreb • Uskok Vranjic                                                                                       |
|                                                                          | |
| 1916.                                                                    | NK Junak Sinj • Slavija Osijek                                                                                              |
|                                                                          | |
| 1918.                                                                    | Slavija Zagreb • HNK Vinkovci • NK Zrinski Stari Grad                                                                       |
|                                                                          | |
| Popis hrvatskih nogometnih klubova                                       | |

| Hrvatski nogometni klubovi osnovani prije završetka Prvog svjetskog rata | Hrvatski nogometni klubovi osnovani prije završetka Prvog svjetskog rata                                                    |
| ------------------------------------------------------------------------ | --- |
|                                                                          | |
| 1903.                                                                    | ŠK Panonija Karlovac • PNIŠK • ŠK Trenk Karlovac • HAŠK Zagreb • Academia Zagreb                                            |
|                                                                          | |
| 1906.                                                                    | HNK Segesta Sisak • Concordia Zagreb                                                                                        |
|                                                                          | |
| 1907.                                                                    | NK Zelina • NK Slaven Koprivnica • Croatia Zagreb • Viktorija Zagreb                                                        |
|                                                                          | |
| 1908.                                                                    | ŠK Adria Karlovac • ŠK Athena Karlovac • NK Bjelovar • ŠK Olimpija Karlovac • NK Podravac Virje • NK Virovitica • NK Zagreb |
|                                                                          | |
| 1909.                                                                    | Ilirija Zagreb • KŠK • NK Marsonia Slavonski Brod • VGŠK                                                                    |
|                                                                          | |
| 1910.                                                                    | ŠK Columbia Karlovac • NK Zmaj Zadar • NK Sloga Nova Gradiška • HŠK Svačić Petrinja                                         |
|                                                                          | |
| 1911.                                                                    | HNK Hajduk • Građanski Zagreb • NK Opatija                                                                                  |
|                                                                          | |
| 1912.                                                                    | ŠK Frankopan Karlovac • NK Graničar Slavonski Šamac • HNK Trogir • HRŠD Anarh • KFŠK                                        |
|                                                                          | |
| 1913.                                                                    | NK Dinara Knin • NK Šparta Elektra Zagreb • ŠK Šparta Karlovac • HŠK Slaven Zagreb                                          |
|                                                                          | |
| 1914.                                                                    | ŠK Željezničar Zagreb • Uskok Vranjic                                                                                       |
|                                                                          | |
| 1916.                                                                    | NK Junak Sinj • Slavija Osijek                                                                                              |
|                                                                          | |
| 1918.                                                                    | Slavija Zagreb • HNK Vinkovci • NK Zrinski Stari Grad                                                                       |
|                                                                          | |
| Popis hrvatskih nogometnih klubova                                       | |